# Campionato Sergipano 2025
Il Campionato Baiano 2025 è stata la 102ª edizione della massima serie del campionato sergipano. La stagione è iniziata l'11 gennaio 2025 e si è conclusa il 29 marzo successivo.

## Stagione

### Novità
Al termine della stagione 2024, sono retrocesse in Segunda Divisão il Gloriense e l'Olímpico-SE. Dalla seconda divisione, invece, sono saliti il Guarany-SE e il Barra-SE.

### Formato
Le dieci squadre si affrontano dapprima in una prima fase, consistente in un girone unico. La prima classificata di tale girone, accederà alla semifinale della seconda fase, che decreterà la vincitrice del campionato. Le formazioni piazzatesi tra la seconda e la settima posizione, partiranno dai quarti di finale.
Le ultime due classificate, invece, retrocedono in seconda divisione.
La formazione vincitrice, potrà partecipare alla Série D 2026, alla Coppa del Brasile 2026 e alla Copa do Nordeste 2026. La seconda classificata, alla Série D e alla Coppa del Brasile. Nel caso le prime due classificate siano già qualificate alla Série D o alle serie superiori, l'accesso alla quarta serie andrà a scalare.

## Risultati

### Prima fase
|  | Pos. | Squadra    | Pt | G | V | N | P | GF | GS | DR  |
|  | ---- | ---------- | -- | - | - | - | - | -- | -- | --- |
|  | 1.   | Confiança  | 20 | 9 | 6 | 2 | 1 | 26 | 8  | +16 |
|  | 2.   | Itabaiana  | 19 | 9 | 5 | 4 | 0 | 18 | 7  | +11 |
|  | 3.   | Lagarto    | 17 | 9 | 5 | 2 | 2 | 20 | 8  | +12 |
|  | 4.   | América-SE | 15 | 9 | 4 | 3 | 2 | 10 | 6  | +4  |
|  | 5.   | Guarany-SE | 13 | 9 | 4 | 1 | 4 | 9  | 19 | -10 |
|  | 6.   | Falcon     | 12 | 9 | 4 | 0 | 5 | 11 | 15 | -4  |
|  | 7.   | Sergipe    | 11 | 9 | 3 | 2 | 4 | 10 | 11 | -1  |
|  | 8.   | Dorense    | 8  | 9 | 2 | 2 | 5 | 7  | 12 | -5  |
|  | 9.   | Barra-SE   | 7  | 9 | 2 | 1 | 6 | 8  | 27 | -19 |
|  | 10.  | Carmópolis | 3  | 9 | 0 | 3 | 6 | 10 | 16 | -6  |

Legenda:
      Ammessa alle semifinali della seconda fase.
      Ammessa ai quarti di finale della seconda fase.
      Retrocessa in Segunda Divisão 2025
Note:
Tre punti a vittoria, uno a pareggio, zero a sconfitta.

### Seconda fase
|  | Quarti di finale | Quarti di finale | Quarti di finale |  |  | Semifinali | Semifinali | Semifinali | Semifinali | Semifinali |   |   | Finale    | Finale    | Finale | Finale | Finale |  |
|  |                  |                  |                  |  |  |            |            |            |            |            |   |   |           |           |        |        |        |  |
|  | 4                | América-SE       | 1                |  |  |            |            |            |            |            |   |   |           |           |        |        |        |  |
|  | 5                | Guarany-SE       | 0                |  |  | América-SE | América-SE | 1          | 0          | 1          |   |   |           |           |        |        |        |  |
|  | 2                | Itabaiana        | 2                |  |  | Itabaiana  | Itabaiana  | 1          | 1          | 2          |   |   |           |           |        |        |        |  |
|  | 7                | Sergipe          | 0                |  |  |            |            |            |            |            |   |   | Itabaiana | Itabaiana | 1      | 1      | 2      |  |
|  | 3                | Lagarto          | 0 (2)            |  |  |            |            | Confiança  | Confiança  | 2          | 1 | 3 |           |           |        |        |        |  |
|  | 6                | Falcon (dtr)     | 0 (4)            |  |  |            | Falcon     | 1          | 0          | 1          |   |   |           |           |        |        |        |  |
|  |                  |                  |                  |  |  | 1          | Confiança  | 2          | 3          | 5          |   |   |           |           |        |        |        |  |